# Castanet (Tarn)
Castanet (okzitanisch gleichlautend) ist eine französische Gemeinde mit 199 Einwohnern (Stand: 1. Januar 2022) im Département Tarn in der Region Okzitanien. Castanet gehört zum Arrondissement Albi und zum Kanton Les Deux Rives. Die Einwohner werden Castanétois und Castanétoises genannt.

## Geographie
Castanet liegt in der Région naturelle Gaillacois, etwa 64 Kilometer nordöstlich von Toulouse und etwa elf Kilometer westnordwestlich von Albi. Das Gemeindegebiet wird vom Fluss Luzert, dem Ruisseau de Vieulac und zwei weiteren Flüssen entwässert.
Umgeben wird Castanet von den Nachbargemeinden Villeneuve-sur-Vère im Norden, Mailhoc im Nordosten, Sainte-Croix im Osten, Castelnau-de-Lévis im Südosten, Bernac im Süden sowie Cestayrols im Westen.

## Bevölkerungsentwicklung

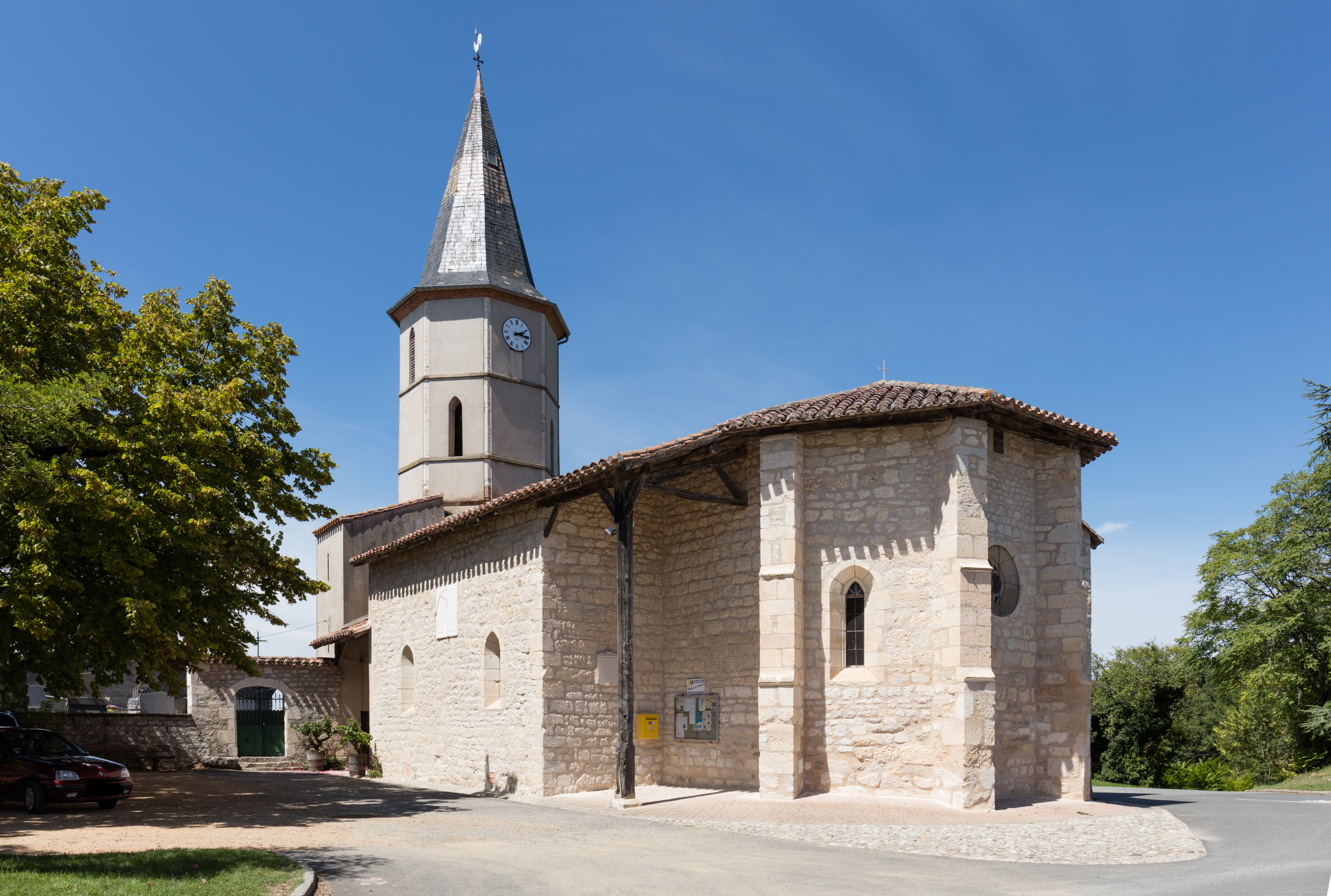
Kirche Saint-André

| 1962                       | 1968 | 1975 | 1982 | 1990 | 1999 | 2006 | 2017 |
| -------------------------- | ---- | ---- | ---- | ---- | ---- | ---- | ---- |
| 170                        | 171  | 146  | 147  | 193  | 198  | 174  | 199  |
| Quellen: Cassini und INSEE |      |      |      |      |      |      |      |

## Sehenswürdigkeiten
- Kirche Saint-André